# Coenotephria aleucidia
Coenotephria aleucidia là một loài bướm đêm trong họ Geometridae.